# 11. pehotni polk (Italija)
11. pehotni polk Casale je bil pehotni polk (Kraljeve) Italijanske kopenske vojske.

## Zgodovina
Med prvo svetovno vojno je bil polk nastanjen v Gorici in med letoma 1940 in 1943 je bil nastanjen v Grčiji.